# Liolaemus huacahuasicus
Liolaemus huacahuasicus — вид ігуаноподібних ящірок родини Liolaemidae. Ендемік Аргентини.

## Поширення і екологія
Liolaemus huacahuasicus відомі з типової місцевості, розташованої в районі високогірних озер Хуача-Хуасі, в гірському масиві Кумбрес-Кальчакіс в провінції Тукуман, на висоті понад 3700 м над рівнем моря. Вони живуть на високогірних луках пуна.